# Hurry Up, We’re Dreaming
Hurry Up, We’re Dreaming ist das sechste Studioalbum der französischen Electroband M83, das am 18. Oktober 2011 von Naïve und Mute veröffentlicht wurde. Es ist das erste Doppelalbum der Band und das letzte Album von M83 mit Keyboarderin Morgan Kibby.
Das Album erhielt hauptsächlich positive Kritiken. Es debütierte am ersten Wochenende mit 21.000 Album-Verkäufen auf Platz 15 der US-amerikanischen Billboard 200, die höchste Albumplatzierung von M83 bis zu diesem Zeitpunkt. Bis März 2016 wurde 300.000 Tonträger in den Vereinigten Staaten verkauft.
Bei den Grammy Awards 2013 wurde das Album in der Kategorie Best Alternative Music Album nominiert. Im August 2014 wurde es in die 100 Best Albums of the Decade So Far von Pitchfork aufgenommen.

## Produktion

### Hintergrund und Aufnahme
Vor den Aufnahmen zu Hurry Up, We’re Dreaming zog Anthony Gonzalez Mitte 2010 von der französischen Stadt Antibes nach Los Angeles. In einem Interview beschrieb Gonzalez den Umzug wie folgt:

“Having spent 29 years of my life in France, I moved to California a year and a half before the making of this album and I was excited and inspired by so many different things: by the landscape, by the way of life, by live shows, by movies, by the road trips I took alone… I was feeling alive again and this is, I feel, something that you can hear on the album.”

„Nachdem ich 29 Jahre meines Lebens in Frankreich verbracht hatte, bin ich eineinhalb Jahre vor Produktionsstart des Albums nach Kalifornien gezogen und war aufgeregt und inspiriert von so vielen verschiedenen Dingen: der Landschaft, der Lebensweise, den Liveshows, den Filmen, den Roadtrips, die ich alleine unternahm… ich fühlte mich wieder lebendig und das, das fühle ich, ist etwas, das man auf dem Album hören kann.“

Gonzalez’s Tournee mit The Killers, Depeche Mode und Kings of Leon sowie seine Roadtrips in den Joshua-Tree-Nationalpark beeinflussten nachhaltig das Album. Gonzalez nannte die Ambitioniertheit von Alben wie Mellon Collie and the Infinite Sadness (1995) von den Smashing Pumpkins als Grund, warum er Hurry Up, We're Dreaming als Doppelalbum konzipierte. Als weitere Inspirationsquelle nannte er die Doppelalben Ummagumma (1969) von Pink Floyd und das White Album (1968) der Beatles.
Des Weiteren bezeichnete er die beiden Alben als Bruder und Schwester, wo jedes Stück einer Scheibe ein Geschwister auf der anderen habe. Das Doppelalbum wurde im Sunset Studio und The Sound Factory in Los Angeles aufgenommen. Aufgrund von Budgetbeschränkungen und Gewerkschaftsproblemen wurden die Streicher und die Blechbläser, die am Album beteiligt waren, nicht entlohnt und mit Pseudonymen genannt.
Die Albumaufnahmen entstand zum Andenken an Gonzalez’ Kindheit. Gegenüber der Musikzeitschrift Spin erklärte Gonzalez, das Album sei “mainly about dreams, how every one is different, how you dream differently when you’re a kid, a teenager, or an adult. I’m really proud of it. If you’re doing a very long album, all the songs need to be different and I think I’ve done that with this one.” (deutsch: „hauptsächlich über Träume, wie jeder andersartig ist, wie du unterschiedlich träumst wenn du ein Kind, ein Jugendlicher oder ein Erwachsener bist. Ich bin wirklich stolz darauf. Wenn man ein wirklich langes Album produziert, müssen alle Lieder unterschiedlich sein, und ich denke, ich habe das bei diesem hinbekommen.“)
In einem Interview mit musicOMH beschrieb er das Album als eine “reflection of my 30 years as a human being” (deutsch: „Reflexion meiner 30 Jahre als menschliches Wesen“) und etwas, das er sich selbst gewidmet habe.
Der englischsprachige Albumtitel Hurry Up, We’re Dreaming bedeutet Beeil Dich, wir träumen, auf dem Schallplattencover ist er stilisiert als „HurryUp,We'reDreaming.“ typografiert, wobei der vordere Imperativ in fettem Schriftschnitt ausgeführt ist. Das Cover zeigt zwei jugendliche Mädchen, die nebeneinander in einem abgedunkelten Schlafzimmer vor einem Regal auf einem Bett sitzen und dem Betrachter entgegenschauen. Das linke Kind trägt einen Fursuit.

### Stil
Gonzalez beschreibt den Sound des Albums als einen Mix zwischen dem Synthie-Pop des Vorgängeralbums Saturdays = Youth und den ambitionierteren Stücken von Before the Dawn Heals Us. Des Weiteren seien auf dem Album Instrumente wie akustische Gitarren, Flöte und Saxophon verwendet worden, die auf den vorherigen Alben von M83 nicht zu finden seien. Auf dem Album sind auch Beiträge von Brad Laner (von der Band Medicine) und der US-amerikanischen Singer-Songwriterin Zola Jesus. Kritiker haben musikalische Einflüsse von Künstlern aus den 1980er Jahren wie Kraftwerk, Simple Minds, Peter Gabriel und Harold Faltermeyer bemerkt, sowie von zeitgenössischen Elektropop-Künstlern wie Cut Copy.

## Veröffentlichung
Hurry Up, We're Dreaming wurde erstmals am 23. Juni 2011 in einem YouTube-Video mit dem Titel Echoes… angekündigt, in dem auch Tourneedaten für Nordamerika genannt wurden. Die Leadsingle Midnight City prämierte online am 19. Juli 2011 und wurde am 16. August 2011 offiziell veröffentlicht.
Am 10. Oktober 2011 wurde das vollständige Album auf der Webseite des amerikanischen Bekleidungsunternehmens Urban Outfitters als Musikstream angeboten. Urban Outfitters veranstaltete am Samstag vor der Veröffentlichung von Hurry Up, We're Dreaming’s in all seinen Bekleidungsgeschäften simultane Zuhörparties.
Am 17. Oktober 2011 wurde das Musikvideo zu Midnight City und am 30. Mai 2012 zu der zweiten Singleauskopplung Reunion veröffentlicht. Das Musikvideo von Reunion ist thematisch eine Fortsetzung von Midnight City, in dem es um eine Gruppe von geflohenen Kindern mit telekinetischen Fähigkeiten geht. Am 25. Oktober 2012 wurde das Musikvideo zum Lied Steve McQueen publiziert. Das letzte Stück des Albums Outro wurde unter anderem als Hintergrundmusik für den Trailer des Kinofilms Cloud Atlas (2012) sowie im Snowboard-Dokumentarfilm The Art of Flight (2011) genutzt.
Am 5. November 2012 wurde eine Deluxe Edition über drei Tonträger mit Remixen von Midnight City, Reunion und Steve McQueen angekündigt, an der unter anderem die Musiker Trentemøller und Mylo beteiligt waren. Am 5. Dezember 2012 erschien das Musikvideo zu Wait.

## Titelliste
Anthony Gonzalez komponierte alle Lieder mit Ausnahme von Splendor, das von Anthony Gonzalez und Brad Laner geschrieben wurde. Einige Musikkompositionen stammen von Justin Meldal-Johnsen und Yann Gonzalez, Morgan Kibby und Brad Laner waren bei den Liedtexten beteiligt.
| Nr. | Titel CD1                  | Länge | Bemerkung                            |
| --- | -------------------------- | ----- | ------------------------------------ |
| 1.  | „Intro“                    | 5:22  | Monolog und Gesang von Zola Jesus    |
| 2.  | „Midnight City“            | 4:03  | Erste Single-Auskopplung             |
| 3.  | „Reunion“                  | 3:55  | Zweite Single-Auskopplung            |
| 4.  | „Where the Boats Go“       | 1:46  | Interludium                          |
| 5.  | „Wait“                     | 5:43  | Fünfte Single-Auskopplung            |
| 6.  | „Raconte-Moi une Histoire“ | 4:04  | Monolog von Zelly Boo Meldal-Johnsen |
| 7.  | „Train to Pluton“          | 1:15  | Interludium                          |
| 8.  | „Claudia Lewis“            | 4:31  |                                      |
| 9.  | „This Bright Flash“        | 2:23  |                                      |
| 10. | „When Will You Come Home?“ | 1:23  | Interludium                          |
| 11. | „Soon, My Friend“          | 3:09  |                                      |

| Nr. | Titel CD2                     | Länge | Bemerkung                  |
| --- | ----------------------------- | ----- | -------------------------- |
| 1.  | „My Tears Are Becoming a Sea“ | 2:31  |                            |
| 2.  | „New Map“                     | 4:22  |                            |
| 3.  | „OK Pal“                      | 3:58  | Monolog von Chelsea Alden  |
| 4.  | „Another Wave from You“       | 1:53  | Interludium                |
| 5.  | „Splendor“                    | 5:06  |                            |
| 6.  | „Year One, One UFO“           | 3:17  |                            |
| 7.  | „Fountains“                   | 1:21  | Interludium                |
| 8.  | „Steve McQueen“               | 3:48  | Vierte Single-Auskopplung  |
| 9.  | „Echoes of Mine“              | 3:39  | Monolog von Lydie Benzakin |
| 10. | „Klaus I Love You“            | 1:44  |                            |
| 11. | „Outro“                       | 4:07  |                            |

## Rezeption

### Kritiken
| Professionelle Bewertungen | Professionelle Bewertungen |
| -------------------------- | -------------------------- |
| Kritiken                   |                            |
| Quelle                     | Bewertung                  |
| laut.de                    | [ 39 ]                     |
| Plattentests.de            | [ 40 ]                     |
| Allmusic                   | [ 41 ]                     |
| The A.V. Club              | B−                         |
| The Daily Telegraph        | [ 2 ]                      |
| Entertainment Weekly       | B+                         |
| NME                        | [ 44 ]                     |
| The Observer               | [ 45 ]                     |
| Pitchfork Media            | 9.1/10                     |
| Q Magazin                  | [ 47 ]                     |
| Rolling Stone              | [ 48 ]                     |
| Spin                       | [ 49 ]                     |

Hurry Up, We're Dreaming erhielt hauptsächlich positive Kritiken. Von der Bewertungs-Website Metacritic bekam das Album auf Basis von 38 Kritiken eine durchschnittliche Bewertung (Metascore) von 76/100.
Anna Nußbaum lobte auf dem deutschsprachigen Online-Magazin laut.de: „Etwas besseres hat der gemeine Freund eingängiger Synth-Pop-Rock-Hymnen in letzter Zeit nicht zu Ohren bekommen: Ein zirpender Synthie, gellendes Motiv eines Stückes, an dem in den vergangenen Wochen kaum ein Weg vorbeiführte, für immer ins klangliche Erinnerungsvermögen eingeschrieben. Dazu butterweich vorgetragene Lyrics, die in üppiger Orchestrierung verebben, dringliche Electronica-Elemente, mehrstimmig übereinander gelagerte Gesangsspuren und ein Saxophon-Solo, so seventies, wie es zuletzt nur von Dan Bejar Destroyer zu hören war.“ Andreas Borcholte kritisierte hingegen auf Spiegel Online, dass das Doppelalbum und dessen „Soundlandschaften zwischen Vangelis, Tears for Fears, Cocteau Twins, Sigur Rós und Jean Michel Jarre“ vor „lauter Opulenz und großer Geste immer mal wieder ächzt“. Ian Cohen von Pitchfork Media stufte Hurry Up, We're Dreaming als "Best New Music" ein und bewertete es als die beste bisherige Aufnahme von M83. Er lobte die Rücknahme der „stark durchtränkten Synthesizer-Sounds“ ("heavily saturated synths") von Anthony Gonzalez’ früheren Werken zugunsten von zugänglicheren Stücken und ergänzte, dass „die herkömmlich strukturierten Lieder mit die spannendsten Popmusiken seien, die dieses Jahr veröffentlicht wurden“ ("the traditionally structured songs here are some of the most thrilling pop music released this year").
James Lachno von der britischen Tageszeitung The Daily Telegraph empfand, dass das Album “finally fuses his innate ingenuity with an accessible, commercial edge” (deutsch: „schließlich seine ureigene Genialität mit einem zugänglichen, kommerziellen Ansatz verschmelze“).
Rudy Klapper von Sputnikmusic lobte den Einfluss von 1980er Jahre Musik auf Hurry Up, We're Dreaming und nannte die Aufnahme “near flawless, an essential distillation of the sounds of Gonzalez's youth, nostalgia and melancholy and happiness all mixed up into a sparkling pop stew” (deutsch: „nahezu makellos, ein ätherisches Destillat der Klänge von Gonzalez Jugend, Nostalgie und Melancholie und Fröhlichkeit sind zu einem sprudelnden Pop-Eintopf vermischt“).
Simon Price lobte in der britischen Internet-Zeitung The Independent das Album als “a towering city of sparkling synth edifices simultaneously summoning the best of the 1980s (New Order, The Cure) and the current breed (The Knife, Empire of the Sun)”.
Laura Studarus von Under the Radar beschrieb Hurry Up, We're Dreaming als „bemerkenswerte Leistung“ ("remarkable accomplishment") und ein „Doppelalbum von atemberaubend anspruchsvollen, synthiegetränkten Träumen“ ("double album of stunningly ambitious, synth-soaked dreams").
In einer Bewertung des britischen Musikmagazins NME verglich Jamie Crossan das „unschuldige und verträumte“ Album mit der Titelfigur aus Antoine de Saint-Exupérys 1943er Novelle Der kleine Prinz und gestand, dass das „eine verdammt mutige Aussage sei, doch dieses Album sei von vergleichbarer Tapferkeit“ ("quite a bold statement to make, but this is an album of equal valour").
Reef Younis von BBC Music fühlte, dass während “some consistency may have been sacrificed in favour of a space-filling selection of tracks, this set still represents a heaving, breathing journey through the introspective and the bombastic, the striving and the exhaustive. It is the undeniable sound of one man’s triumphant dreams.”
Heather Phares von Allmusic erklärte, Hurry Up, We’re Dreaming “may not be quite as striking as Saturdays = Youth, it delivers a welcome mix of classic sounds and promising changes” (deutsch: „mag vielleicht nicht so markant wie Saturdays = Youth sein, doch es liefert einen willkommenen Mix aus klassischen Sounds und vielversprechenden Veränderungen“).
Für David Marchese von der US-amerikanischen Musikzeitschrift Spin ist Hurry Up, We’re Dreaming „voll von Gänsehaut-Momenten“ (“full of goose-bump moments”), doch “lack of something as enjoyably plain (and relatively calm) as ‘Kim & Jessie’ […] makes Gonzalez’s insistence on oversize emotions feel a tad restrictive” (deutsch: „das Fehlen von etwas vergleichbar angenehm schlichten (und relativ ruhigen) wie Kim & Jessie […] hinterlässt Gonzalez Beharren auf überdimensionierte Emotionen ein etwas beschränktes Gefühl“).
In einer vergleichbaren gemischten Beurteilung kritisiert Timothy Gabriele von PopMatters die Band für “focusing too much on magnitude throughout and too little on depth” auf dem Album, doch merkte an, dass die "Gesamtheit des Sounds" ("totality of sound") des Albums “has a way of blinding even the most critical listener to the problems that underline many of the album's lesser songs”.
Christian Williams vom The A.V. Club findet das Album enttäuschend und schließt mit der Meinung, dass „für ein Album von solch beeindruckendem Umfang und nanoskopischem Augenmerk für Details es nur einen überraschend schwachen Eindruck hinterlasse“ ("for an album of such impressive scale and nanoscopic attention to detail, Dreams leaves a surprisingly light impression").
Kevin Liedel vom Slant Magazine kritisierte das Album für seinen wiederaufgewärmten Sound früherer M83 Alben: Es fühle sich eher an „wie eine schlechte M83 Möchtegern-Nachahmung als das Original“ (“much more like an M83 wannabe's poor imitation than the real deal”).

„Vor Hurry up, we’re dreaming stand eine Eigentherapie. In der Wüste, zwischen Joshua Trees und nostalgischen Reflektionen über kindliche Unschuld und naive Phantasien ohne Selbstzensur. Dabei herausgekommen ist Breitwandmonumentalität auf Spielfilmlänge.“

### Auszeichnungen
Hurry Up, We’re Dreaming erschien auf mehreren Jahresbestenlisten. Die Musikzeitschrift Filter bezeichnete es als das beste Album des Jahres 2011. Das US-amerikanische Entertainment-Magazin Paste klassifizierte Hurry Up, We're Dreaming als neuntbestes Album von 2011 mit der Begründung: “As with everything the Frenchman's done so far, the album is lush and ably produced, crescendo after crescendo.” Pitchfork Media stufte es als drittbestes Album von 2011 ein, und Jayson Greene schrieb dazu: “Hurry Up We're Dreaming doesn't just draw liberally from the spirit of the massive rock albums Gonzalez name-checked, it practically swallows them whole, regurgitating and redistributing them into something listeners from every corner of the music universe can hear a piece of their lives in.” Popmatters führt Hurry Up, We're Dreaming auf Platz 5 seiner Liste der 75 besten Alben von 2011, während die Zeitschrift Spin es auf Rang 19 seiner Jahresbestenliste einordnet.
| Publikation     | Land | Auszeichnung               | Jahr | Rang |
| --------------- | ---- | -------------------------- | ---- | ---- |
| Filter          | USA  | Top 10 of 2011             | 2011 | 1    |
| Paste           | USA  | The 50 Best Albums of 2011 | 2011 | 9    |
| Pitchfork Media | USA  | Top 50 Albums of 2011      | 2011 | 3    |
| PopMatters      | USA  | The 75 Best Albums of 2011 | 2011 | 5    |
| Spin            | USA  | The 50 Best Albums of 2011 | 2011 | 19   |
| Stereogum       | USA  | The 50 Best Albums of 2011 | 2011 | 12   |

Die Single Midnight City wurde ebenfalls mehrfach ausgezeichnet. Paste nannte es das zweitbeste Lied des Jahres. Für PopMatters ist es das beste Lied des Jahres 2011 aus folgendem Grund:

“On this transcendent standout […] Anthony Gonzalez and co-synth-scientist Justin Meldal-Johnsen build layer upon layer of keys, arena-sized drums, and vocal atmospherics (not mentioning one of the tastiest sax solos this side of a Springsteen record). The result? The synth Sistine Chapel.”

„Auf diesem transzendenten Spitzenwerk […] schichten Anthony Gonzalez and Co-Synthesizer-Wissenschaftler Justin Meldal-Johnsen Lage über Lage von Noten, Arenen-großes Schlagzeug und atmosphärische Gesänge (nicht zu erwähnen eine der geschmackvollsten Saxophon-Solos einer Springsteen Aufnahme). Das Ergebnis? Die Sixtinische Kapelle der Synthesizer.“

## Kommerzieller Erfolg

### Chartplatzierungen
| ChartsChartplatzierungen       | Höchstplatzierung | Wochen |
| ------------------------------ | ----------------- | ------ |
| Deutschland (GfK)              | 60 (1 Wo.)        | 1      |
| Frankreich (SNEP)              | 38 (27 Wo.)       | 27     |
| Schweiz (IFPI)                 | 15 (4 Wo.)        | 4      |
| Vereinigte Staaten (Billboard) | 15 (17 Wo.)       | 17     |
| Vereinigtes Königreich (OCC)   | 44 (3 Wo.)        | 3      |

### Auszeichnungen für Musikverkäufe
| Land/Region                  | Auszeichnungen für Musikverkäufe (Land/Region, Auszeichnung, Verkäufe) | Verkäufe  |
| ---------------------------- | ---------------------------------------------------------------------- | --------- |
| Dänemark (IFPI)              | Gold                                                                   | 10.000    |
| Europa (Impala)              | Diamant                                                                | (200.000) |
| Frankreich (SNEP)            | Gold                                                                   | (50.000)  |
| Frankreich (UPFI)            | Platin                                                                 | 100.000   |
| Italien (FIMI)               | Gold                                                                   | 25.000    |
| Neuseeland (RMNZ)            | Platin                                                                 | 15.000    |
| Vereinigtes Königreich (BPI) | Gold                                                                   | 100.000   |
| Insgesamt                    | 4× Gold · 2× Platin · 1× Diamant ·                                     | 250.000   |

## Tournee

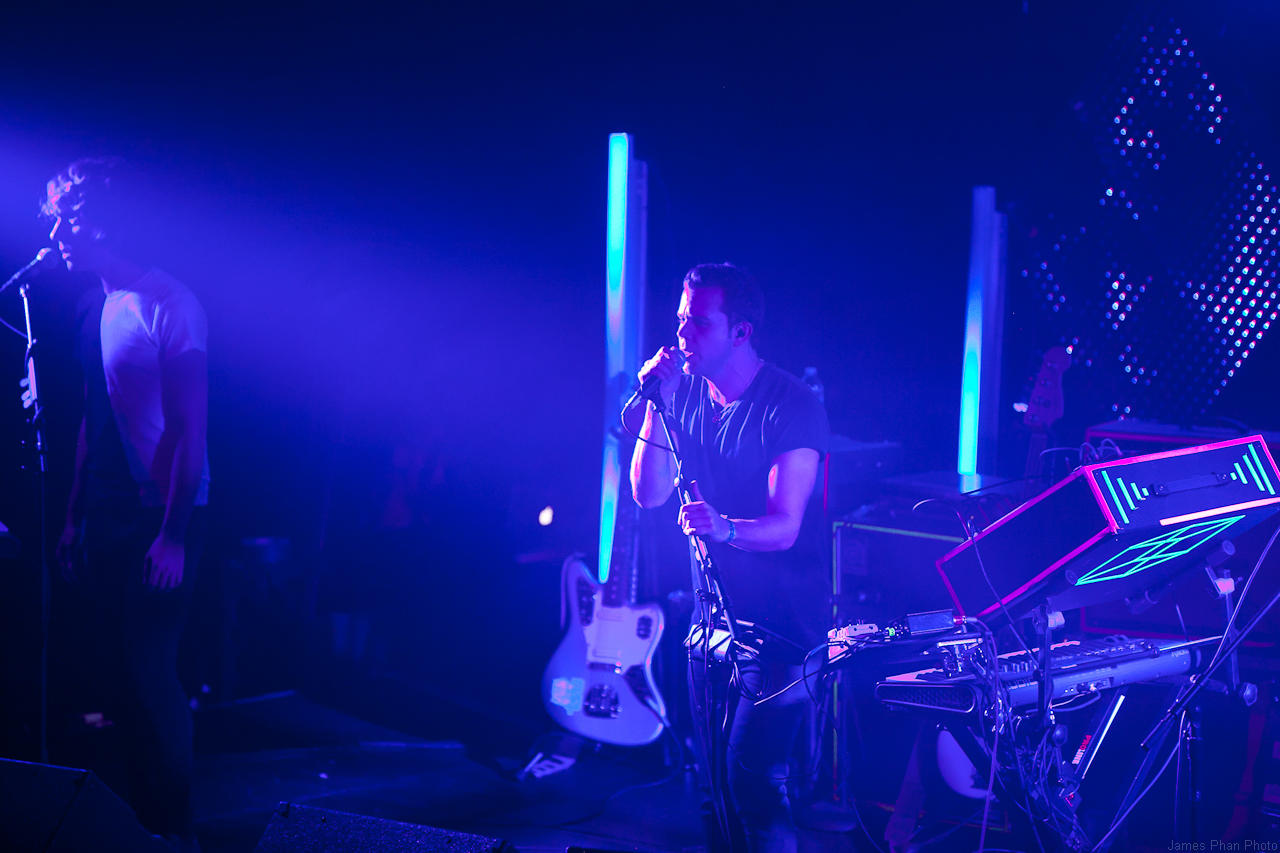
M83 während der Hurry Up, We're Dreaming Tournee im November 2011 im Music Box Theater.

Vor der Tournee startete Gonzalez eine Open Audition auf der Internetseite von M83 für einen Multiinstrumentalisten, der Gitarre, Bass und Keyboard spielen kann, um sie auf der Tournee zu begleiten. Jordan Lawloe aus Sparta Township, New Jersey gewann die Audition.
Die Tournee zu Hurry Up, We're Dreaming begann am 15. Oktober 2011 in Mexiko-Stadt und endete am 1. Dezember 2011 in London. Eine Folgetournee startete am 12. Januar 2012 in Los Angeles und sollte ursprünglich am 8. August 2012 in New York City enden.
Während der Folgetournee spielte M83 am 13. und 20. April auf dem Coachella Valley Music and Arts Festival, auf dem St Jerome's Laneway Festival in Australien und Neuseeland sowie auf dem Lollapalooza in Chicago, Illinois. Die Tournee wurde verlängert und endete erst am 8. November 2012 in London.